# Інцертофіл
Інцертофі́ли (лат. incertus — неясний, невизначений) — організми (мохоподібні, лишайники, водорості та ін.), які віддають перевагу субстратам з нечітко вираженими властивостями хімічного складу. Їм притаманна евритопність, вони трапляються на різноманітних субстратах, не прив'язані жорстко до певного типу субстрату, до особливостей екотопу й ценозу. Ці види не проявляють чіткої залежності від характеру хімізму субстрату, віддають перевагу екотопам, в яких не проявляється дія однієї якоїсь зі складових хімічного складу субстрату. Якщо субстрат проявляє певні чіткі властивості хімічного складу, то на таких субстратах ці види не зростають.